# HD 200964
HD 200964 (även HIP 104202) är en K-typ underjätte som är belägen ungefär 223 ljusår från Jorden i Lilla hästen. Den är 1,44 gånger så massiv som solen, och är 14,55 gånger så luminös. Den är dock kallare, med en temperatur på 5240 Kelvin (att jämföra med vår sols temperatur på 5780 Kelvin). Runt den finns två exoplaneter, HD 200964 b, och HD 200964 c.